# ۲۴ ژانویه
۲۴ ژانویه بیست و چهارمین روز سال در گاه‌شماری میلادی است. ۳۴۱ روز (در سال‌های کبیسه ۳۴۲روز) تا پایان سال باقی‌است.

## رویدادها
- ۴۱ - کالیگولا، امپراتور روم توسط محافظان خود ترور شد.
- ۱۴۵۸ - ماتیاش یکم پادشاه مجارستان می‌شود.
- ۱۶۶۷ - معاهده تاریخی «بردا» میان انگلیس و هلند به امضا رسید و به موجب آن هلند تمام حقوق و مستعمرات خود در آمریکا را به انگلیس واگذار کرد.
- ۱۷۴۲ - کارل هفتم امپراتور مقدس روم شد.
- ۱۸۶۲ - بخارست پایتخت رومانی می‌شود.
- ۱۹۳۳ - اصلاحیه بیستم قانون اساسی ایالات متحده آمریکا تصویب شده و ابتدا و انتهای شرایط دفاتر فدرال منتخب را تغییر می‌دهد.
- ۱۹۳۹ - مرگ‌آورترین زمین‌لرزه شیلی در چیلان، بیو بیو رخ می‌دهد.
- ۱۹۴۷ - اعلام استقلال هند
- ۱۹۸۴ - نخستین مکینتاش به فروش رسید.
- ۱۹۸۶ - وویجر ۲ از ۸۱٬۵۰ کیلومتری اورانوس می‌گذرد.
- ۲۰۰۳ - وزارت امنیت داخلی ایالات متحده آمریکا به‌طور رسمی آغاز به کار می‌کند.
- ۲۰۱۱ - بمب‌گذاری در فرودگاه بین‌المللی دمودوو مسکو ۳۷ کشته و بیش از ۱۷۰ زخمی برجای گذاشت.

## زادروزها
- ۷۶ - پوبلیوس آئلیوس ترایانوس هادریانوس، امپراتور روم (د. ۱۳۸)
- ۱۶۷۹ - کریستیان ولف، فیلسوف آلمانی (م. ۱۷۵۴)
- ۱۷۰۵ - فارینلی، خواننده ایتالیایی (م. ۱۷۸۲)
- ۱۷۱۲ - فریدریش دوم، پادشاه پروس (م. ۱۷۸۶)
- ۱۷۳۲ - پیر بومارشه، نمایش‌نامه‌نویس فرانسوی (م. ۱۷۹۹)
- ۱۷۵۲ - موتزیو کلمنتی، نقاش، آهنگساز و رهبر ارکستر ایتالیایی (م. ۱۸۳۲)
- ۱۷۷۶ - ارنست هوفمان، نویسنده و روزنامه‌نگار آلمانی (م. ۱۸۲۲)
- ۱۸۹۱ - والتر مدل، فیلدمارشال آلمانی (د. ۱۹۴۵)
- ۱۹۰۹ - مارتین لینگز، پژوهشگر و نویسنده انگلیسی (م. ۲۰۰۵)
- ۱۹۱۵ - رابرت مادرول، نقاش آمریکایی (م. ۱۹۹۱)
- ۱۹۱۷ - ارنست بورگناین، بازیگر آمریکایی (م. ۲۰۱۲)
- ۱۹۲۸ - دزموند موریس، انسان‌شناس انگلیسی
- ۱۹۳۰ - محمود فرشچیان، نقاش ایرانی
- ۱۹۴۰ - یوآخیم گاوک، سیاستمدار آلمانی و رئیس‌جمهور این کشور
- ۱۹۴۱ - نیل دایمند، خواننده، شاعر و گیتاریست آمریکایی
  - ۱۹۴۱ - آرون نویل، خواننده آمریکایی
  - ۱۹۴۱ - دن شختمن، دانشمند اسرائیلی و برنده جایزه نوبل
- ۱۹۴۲ - عبدالمجید شرفی، اندیشمند اسلامی، دانشگاهی و نویسندهٔ تونسی
- ۱۹۴۳ - شرون تیت، بازیگر آمریکایی (م. ۱۹۶۹)
- ۱۹۴۵ - جان گارمندی، سیاستمدار آمریکایی، ۴۶مین فرماندار کالیفرنیا
- ۱۹۴۷ - میچیو کاکو، فیزکدان ژاپنی-آمریکایی
- ۱۹۵۵ - (جیم مونتگومری، شناگر آمریکایی
- ۱۹۵۷ - مارک اییتون، بسکتبالیست آمریکایی
- ۱۹۵۹ - دیوید میلز، نویسنده آمریکایی
- ۱۹۶۱ - گویدو بوشوالد، فوتبالیست آلمانی
- ۱۹۶۷ - جان میانگ، نوازنده بیس آمریکایی (دریم تیتر، پلاتیپوس، د جلی جم، اکسپلوررز کلاب)
- ۱۹۶۸ - میشائل کیسکه، خواننده و شاعر آلمانی (هلووین، یونی‌سونیک، پلس وندوم، کیسکه/سامرویل)
- ۱۹۶۸ - مری لو رتون، ژیمناست آلمانی
- ۱۹۷۰ - متیو لیلارد، بازیگر، کارگردان و تهیه‌کننده آمریکایی
- ۱۹۷۲ - بث هارت، خواننده و شاعر آمریکایی
- ۱۹۷۴ - اد هلمس، بازیگر آمریکایی
- ۱۹۸۳ - داویده بیوندینی، فوتبالیست ایتالیایی
- ۱۹۸۷ - لوییز آلبرتو سوارز، بازیکن فوتبال اهل اروگوئه

## درگذشت‌ها
- ۴۱ - کالیگولا، امپراتور روم (ز. ۱۲)
- ۱۱۲۵ - داویت چهارم، پادشاه گرجستان (ت. ۱۰۷۳)
- ۱۹۲۰ - آمادئو مودیلیانی، نقاش و مجسمه‌ساز ایتالیایی (ت. ۱۸۸۴)
- ۱۹۴۸ - ماریا مندل، افسر اس‌اس اتریشی (ز. ۱۹۱۲)
- ۱۹۶۵ - وینستون چرچیل، نظامی و سیاستمدار انگلیسی و نخست‌وزیر بریتانیا (ز. ۱۸۷۴)
- ۱۹۶۹ - سعود بن عبدالعزیز، پادشاه عربستان سعودی (ز. ۱۹۰۲)
- ۱۹۷۱ - بیل ویلسون، از مؤسسان الکلی‌های گمنام (ت. ۱۸۹۵)
- ۱۹۷۸ - هرتااوبر هاوزر، فیزیک‌دان آلمانی (ت. ۱۹۱۱)
- ۱۹۸۲ - آلفردو اواندو کاندیا، ژنرال و سیاستمدار بولیویایی، ۵۶مین رئیس‌جمهور بولیوی (ت. ۱۹۱۸)
- ۱۹۸۳ - جرج کیوکر، کارگردان آمریکایی (ت. ۱۸۹۹)
- ۱۹۸۹ - تد باندی، قاتل سریالی آمریکایی (ت. ۱۹۴۶)
- ۱۹۹۳ - تورگود مارشال، حقوقدان آمریکایی، ۳۲مین وکیل کل ایالات متحده آمریکا (ت. ۱۹۰۸)
- ۲۰۰۱ – فرانس پاولس، دوچرخه‌سوار اهل هلند (ز. ۱۹۱۸)
- ۲۰۰۳ - جیانی آنیلی، تاجر ایتالیایی (ت. ۱۹۲۱)
- ۲۰۰۴ - لئونیداس دا سیلوا، فوتبالیست برزیلی (ت. ۱۹۱۳)
- ۲۰۰۶ - کریس پن، بازیگر آمریکایی (ت. ۱۹۶۵)
- ۲۰۱۲ - تئو آنگلوپولوس، کارگردان و تهیه‌کننده یونانی (ز. ۱۹۳۵)

## مناسبت‌ها
- اعیاد مسیحی:
  - فرانسوا دو سال
- روز یکپارچگی در رومانی